# Cadú (portugalski piłkarz)
Cadú, właśc. Ricardo Manuel Ferreira Sousa (ur. 21 grudnia 1981 w Paços de Ferreira) – portugalski piłkarz występujący na pozycji obrońcy w Merelinense FC. 
Wraz z CFR Cluj zdobył trzy mistrzostwa Rumunii (2008, 2010, 2012), trzy Puchary Rumunii (2008, 2009, 2010) oraz dwa Superpuchary Rumunii (2009, 2010).